# Maquinari de Microsoft

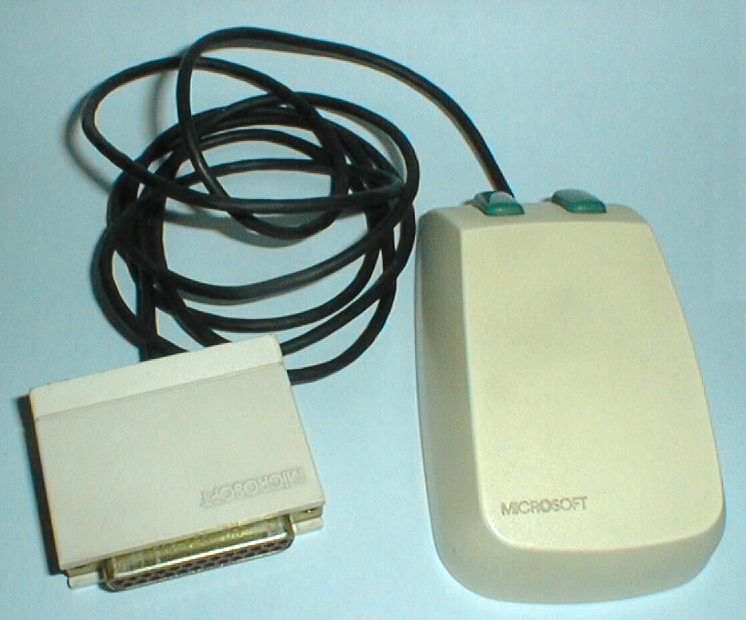
El primer ratolí de Microsoft Hardware

Maquinari de Microsoft (Microsoft Hardware) és la divisió de Microsoft per al disseny i la creació de maquinari. Aquest ha estat desenvolupat des de 1982, quan la divisió de Maquinari de Microsoft va ser creada per a dissenyar un ratolí d'ordinador per a ser emprat en productes de Microsoft com Microsoft Word sota MS-DOS. Des de llavors, Microsoft ha desenvolupat diferents tipus de maquinari d'ordinador, maquinari de jocs i maquinari mòbil. També va crear controladors i altre programari per integrar-lo a Windows.

## Productes

### Microsoft Band

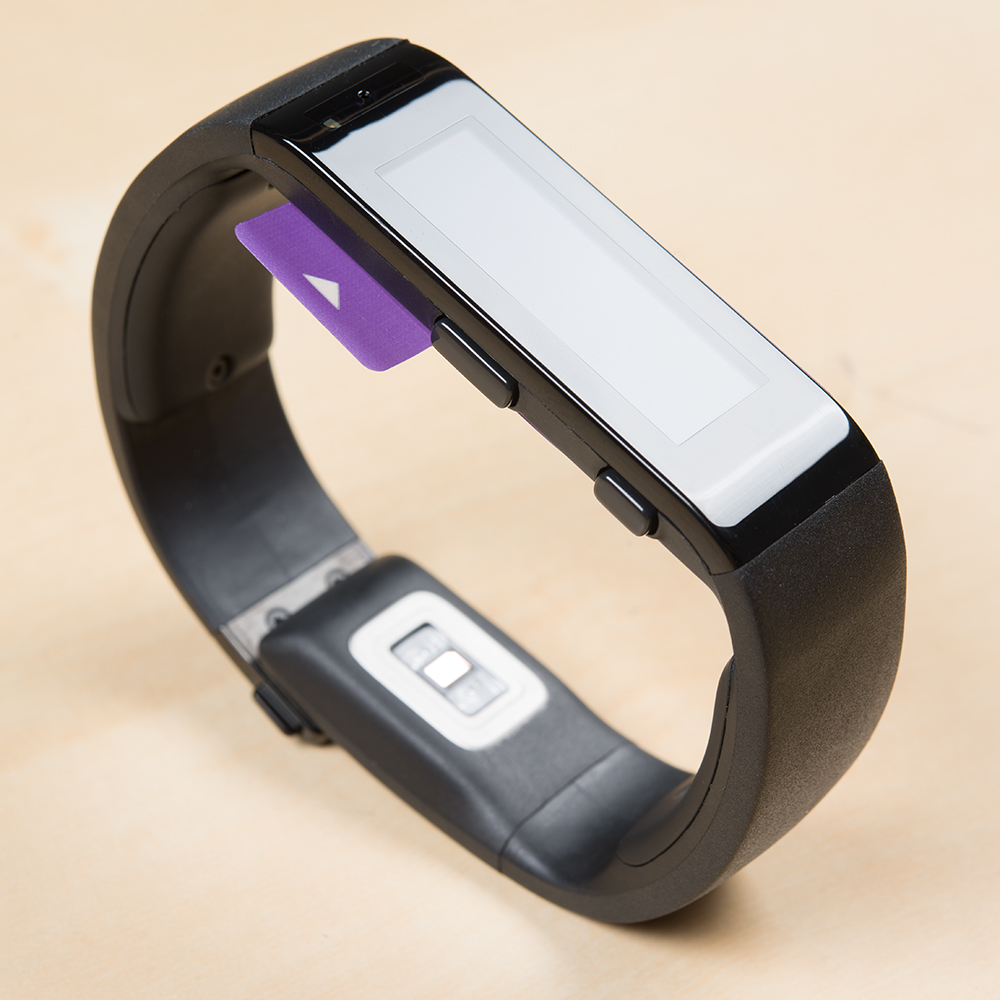
Microsoft Band

Microsoft Band i Microsoft Band 2 van ser una sèrie de polseres/rellotges intel·ligents amb sensor d'activitat física i seguiment creades i desenvolupades en la seva primera generació el 29 d'octubre de 2014. 'Microsoft Band i Microsoft Band 2 incorporen capacitat de seguiment integrat a Windows, iOS i Android amb connexió a Bluetooth. El 3 d'octubre de 2016, Microsoft va parar les vendes i el desenvolupament de la seva línia de dispositius.

### Microsoft HoloLens

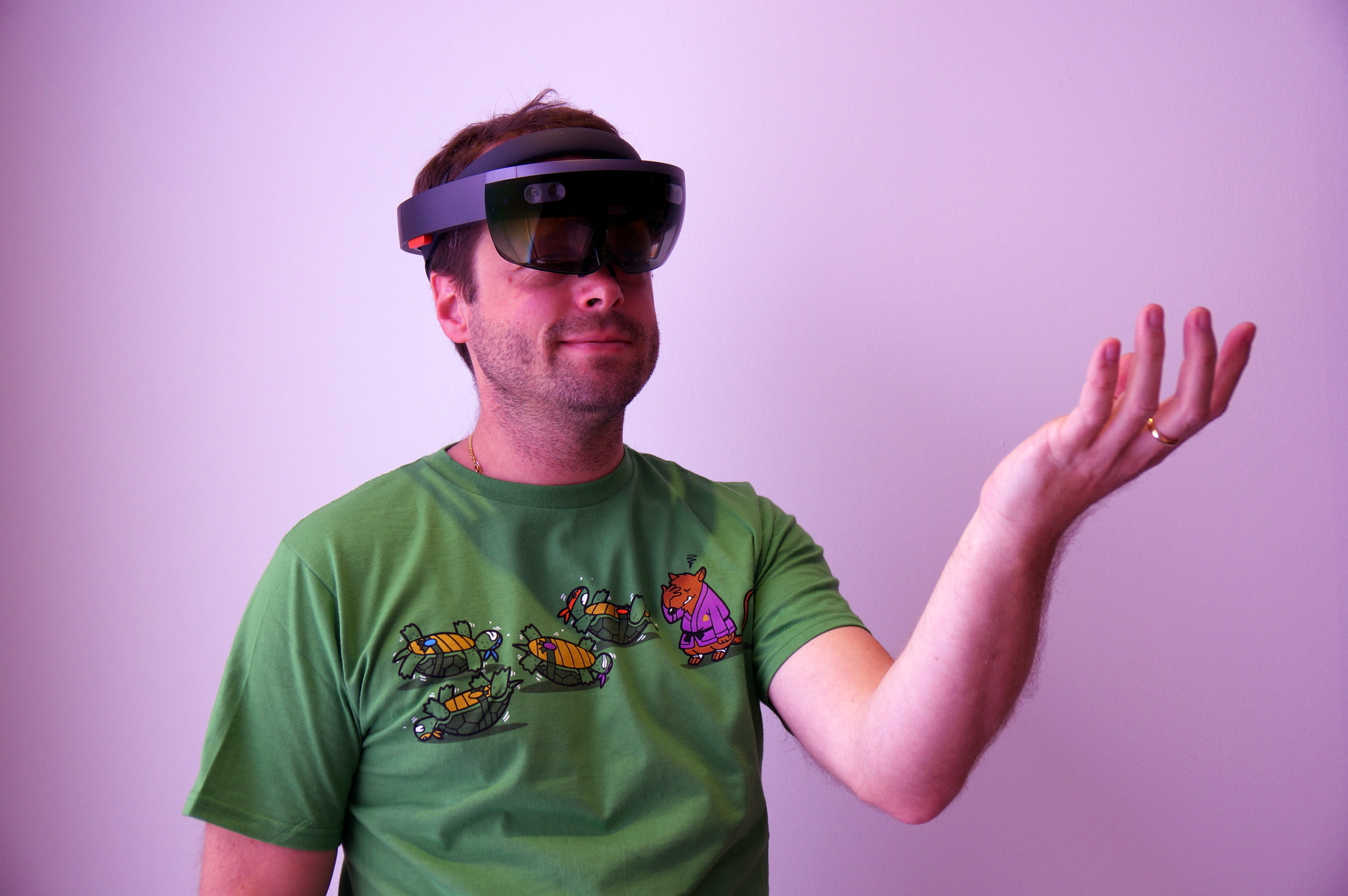
Homa amb unes Hololens

Microsoft HoloLens, conegut anteriorment com a Project Baraboo, és una línia d'ulleres intel·ligents de realitat mixta desenvolupades i manufacturades per Microsoft. HoloLens va guanyar popularitat per ser una de les primeres computadores en córrer la plataforma  'Windows Mixed Reality'  sota el sistema de  Windows 10 per realitat mixta. Les HoloLens continuen el llinatge Kinect, un component de les consoles Xbox, introduït l'any 2010.
En 2018 es va donar a conèixer HoloLens 2, la segona generació del dispositiu HoloLens amb processador ARM, suport de LTE i més components de dispositiu mòbil. Vindrà amb Windows Core OS i sortirà a mitjans del mateix any.

### Microsoft Kin
Microsoft Kin és una línia de telèfons de Microsoft dissenyats per a usuaris de xarxes socials. Estaven fets per gent entre 15 i 30 anys. Va ser manufacturat per Sharp Corporation i va utilitzar tecnologies de Danger Incorporated, empresa comprada per Microsoft.
Els dispositius tenen preinstal·lat KIN US, un sistema operatiu basat en Windows CE. Al principi els telèfons anaven a ser desenvolupats amb Windows Phone 7, però a causa dels retards del seu llançament oficial, es va haver de crear un nou sistema operatiu basat en el social.
El sistema inclou aplicacions integrades com Zune. També inclou KIN Studio, un servei de núvol per sincronitzar dades de xarxes socials. Tots els dispositius funcionen en 256 MB RAM.

#### Dispositius
Els telèfons produïts, manufacturats per Sharp Corporation, són els següents:
- KIN ONE: Telèfon amb 4 GB d'emmagatzematge i 5 MP de càmera.
- KIN TWO: Telèfon amb 8 GB d'emmagatzematge i 8 MP de càmera.
- KIN ONEm: Variant del KIN ONE però com telèfon mòbil.
- KIN TWOm: Variant del KIN TWO però com telèfon mòbil.

### Microsoft Lumia
Microsoft Lumia, anteriorment conegut com a Nokia Lumia Series, és una línia de telèfons dissenyats i venuts per Microsoft Mobile (abans per Nokia). Microsoft Lumia és la segona línia de telèfons de Microsoft, la primera havia estat Microsoft Kin.
Introduïda el 2011, la línia va ser el resultat d'una societat a llarg termini entre Microsoft i Nokia. Tots funcionen amb Windows Phone, però són actualitzables a Windows 10 (o ja venen amb aquest de fàbrica), excepte els models amb Windows Phone 7. El nom ve del plural partitiu de la paraula finlandesa "lumi", que significa 'neu'.

#### Dispositius
La marca Lumia va ser desenvolupada principalment per Nokia, però, el 2014, Microsoft va comprar Lumia, produint nous dispositius. Els telèfons es divideixen en cinc generacions. El nombre de la centena de cada dispositiu indica de quina gamma escau.
- 'Primera Generació' : Aquesta és la sèrie x10 de la línia. Alguns d'aquests són el Lumia 505, el 800 i el 710. Tots venen amb Windows Phone 7, excepte el Lumia 810, que ve amb Windows Phone 8.

- 'Segona Generació' : Aquesta és la sèrie x20 de la línia. Alguns d'aquests són el Lumia 520, el 822 i el 1020. Tots venen amb Windows Phone 8, excepte el Lumia 2520, que és una tablet que ve amb Windows RT.

- 'Tercera Generació' : Aquesta és la sèrie x30 de la línia. Aquesta és la primera amb telèfons produïts per Microsoft. Alguns d'aquests són el Lumia 435, el 532 i el 930. Tots venen amb Windows Phone 8.1 i si tenen 1 GB de RAM són actualitzables oficialment a Windows 10 Mobile.

- 'Quarta Generació' : Aquesta és la sèrie x40 de la línia. Aquesta és la primera amb tots els seus telèfons produïts per Microsoft. Aquests són el Lumia 540, el 640 i el 640 XL. Tots venen amb Windows Phone 8.1 i són actualitzables oficialment a Windows 10 Mobile.

- 'Cinquena Generació' : Aquesta és la sèrie x50 de la línia. Aquesta és l'última de la gamma. Alguns d'aquests són el Lumia 550, el 650 i el 950 XL. Tots venen amb Windows 10 Mobile.

### Microsoft Mouse
Microsoft Mouse és un ratolí per ordinador que va començar amb el seu primer dispositiu anomenat Microsoft Mouse, llançat el 2 de maig de 1983.
La família del Arc Mouse  va començar el 2008 i cada cop s'ha anat adaptant més a la família Microsoft Surface. Totes les versions de l'Arc Mouse tenen capacitat de scroll i tenen diferents edicions especials com l'Arc Touch.

#### Dispositius
Alguns dels ratolins de Microsoft Mouse són el Optical Mouse 200, el Sculpt Comfort Mouse, el Designer Bluetooth Mouse, el Sculpt Touch Mouse i l'Arc Touch Bluetooth Mouse. Els ratolins van en diferents línies com ara els Arc Mouse, que són l'última generació de ratolins desenvolupats per Microsoft. Una variant dels ratolins és el Surface Mouse, el qual es va preparar per funcionar per a dispositius Surface.

### Microsoft Surface
Microsoft Surface és una línia d'ordinadors, pissarres intel·ligents, tablets, portàtils i equips 2 en 1. Els dispositius són manufacturats per Pegatron i són dissenyats per ser equips 'de gamma premium'.
El primer dispositiu de la marca, Microsoft Surface (conegut també com a Microsoft PixelSense), és una plataforma interactiva de computació que deixa que una o més persones facin servir i toquin objectes reals, compartint contingut digital a mateix temps.
Té quatre generacions de tablets híbrides, notebooks 2 en 1, un equip d'escriptori convertible all-in-one, una pissarra intel·ligent interactiva i diversos accessoris, tots amb factors de disseny únics.

#### Dispositius
Els dispositius de la marca són tots dissenyats i desenvolupats per Microsoft. Els equips són els següents:
- Surface PS: Va ser el primer dispositiu Surface. Conegut com a Surface PixelSense, era un ordinador sense teclat físic integrada en una tauleta. Ve amb Windows Vista i va ser llançat el 17 d'abril del 2008.
- Surface Pro: Va ser el primer convertible de la marca Surface des que va ser renovada per les tablets i els PC. Ve amb Windows 8 i va ser llançat el 26 d'octubre del 2012.
- Surface RT: Va ser la primera tablet de la línia, que s'assemblava molt a la Surface Pro, però ve amb Windows RT. Va ser llançat el 9 de febrer de 2013.
- Surface Pro 2: Va ser la segona generació de convertibles Surface. Té Windows 8.1 i va ser llançat el 22 d'octubre de 2013.
- Surface 2: Va ser la segona tablet de la línia amb Windows RT. Es va llançar el 22 d'octubre de 2013.
- Surface Pro 3: Va ser la tercera generació de convertibles de la sèrie Pro. Té Windows 8.1 i va ser llançada el 20 de juny de al 2014.
- Surface 3: Va ser part de la tercera generació de tablets, però porta Windows 8.1 Edició Home i va ser llançada el 2 de maig del 2015.
- Surface Pro 4: Va ser la quarta generació de convertibles. Ve amb Windows 10 i va ser llançada el 6 d'octubre del 2015.
- Surface Hub: Va ser una pissarra interactiu gran per al sector empresarial que ve amb  Windows 10 Team i va ser llançat l'1 de juliol del 2015.
- Surface Book: Va ser un portàtil premium com teclat extraïble. Té Windows 10 i va ser llançada el 6 d'octubre del 2015.
- Surface Studio: És un equip All-in-One de sobretaula que ve amb Windows 10 i va ser llançat el 26 d'octubre del 2016.
- Surface Book BP: Va ser una millora del Surface Book amb Windows 10 llançat el 26 d'octubre del 2016.
- Surface Laptop: És un portàtil preparada per al sector escolar i educatiu que ve amb Windows 10 S i va ser llançada el 15 de juny de 2017.
- Surface Pro 2017: És la cinquena generació de convertibles Surface. Té Windows 10 i va ser llançada el 15 de juny de 2017.
- Surface Book 2: És la segona generació del Surface Book amb Windows 10 llançat el 16 de novembre de 2017.
- Surface Pro LTE: És una variant de la línia de convertibles Surface amb suport per a connectivitat LTE. Té Windows 10 i va ser llançada l'1 de desembre de 2017.
- Surface Go: És el successor de Surface 3. Té Windows 10 i és la primera Tablet de gamma baixa produïda per Microsoft Surface. Va ser llançat al juliol de 2018.
- Surface Hub 2: És la segona versió del Surface Hub amb pantalla fins a les vores i ve amb Windows Core OS. (2019).

### Microsoft Xbox

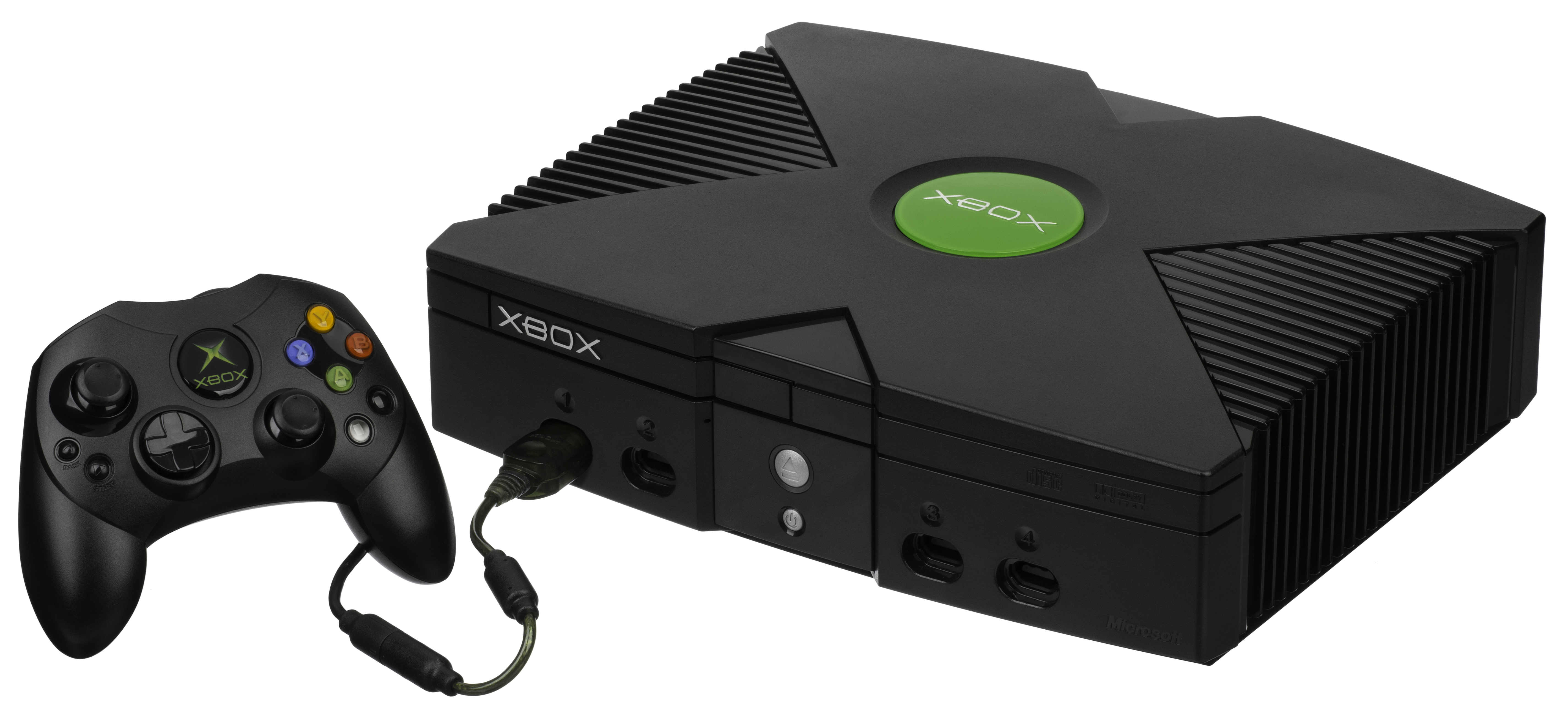
Una XBox amb el seu comandament per jugar

Microsoft Xbox és una línia de consoles de videojocs creada per Microsoft. Representa una sèrie de consoles desenvolupada per Microsoft, amb tres consoles llançades en la sisena, setena i vuitena generacions respectivament. Xbox representa també aplicacions, jocs, serveis de streaming (com ara Beam, renombrat a  'Mixer'  el 2017) i el servei en línia de Xbox LIVE. La primera consola va ser llançada el 15 de novembre del 2001.

#### Dispositius
Les consoles que Xbox ha llançat al llarg dels anys es divideixen en tres generacions de consoles. El nom de les consoles és un derivat d'una contracció de "DirectX Box", una referència als gràfics de Microsoft, DirectX. Les consoles són les següents:
- Xbox (1G) : És la primera consola de la línia, manufacturada per Flextronics. Va ser anunciada el 1999 i ve amb una adaptació del sistema Windows 2000, amb una interfície d'usuari adaptada anomenada  'Xbox Dashboard' . Sense Xbox LIVE, Xbox Dashboard és inutilitzable. Va ser llançada el 15 de novembre del 2001.
- Xbox 360: És la segona generació de consoles de la línia. Abans era coneguda com a Xbox 2. Va ser llançada el 22 de novembre de 2005 i en 2012 va rebre part del codi de Windows 8 amb una nova Dashboard semblant al Metro UI. Té retrocompatibilitat amb els jocs de la Xbox original.
- Xbox 360 S: És una revisió de la Xbox 360, llançada el 6 de juliol de 2010. És més petita i menys sorollosa que la Xbox 360. Té ventilació millorada i s'apaga quan es troba massa calenta per prevenir l'error de les 3 llums vermelles.
- Xbox 360 E: És una versió millorada de la Xbox 360, llançada el 10 de juny del 2013. Té un disseny més petit i prim que la Xbox 360 S i venia en diferents colors. Microsoft va decidir llançar-la al mercat encara que pocs mesos després va llançar la Xbox One.
- Xbox One: És la tercera generació de consoles de la línia. Abans era coneguda com a Xbox 720. Va ser llançada el 22 de novembre de 2013 i va rebre molta part del codi de Windows 8.1 amb una nova Dashboard més semblant a ordinador amb Modern UI. Té retrocompatibilitat amb els jocs de la Xbox original i la Xbox 360.
- Xbox One S: És una revisió de la Xbox One, la qual és un 40% més petita que la consola original. Té capacitat d'orientació vertical i va ser llançada el 2 d'agost de 2016. En programari és idèntica a la Xbox One i té Windows 10, encara que té millors gràfics.
- Xbox One X: És una versió més potent de la Xbox One amb Windows 10. Va ser mostrada en el E3 2017 i es va llançar el 7 de novembre de 2017. La consola suporta 4K de forma nativa. En programari és pràcticament idèntic a la Xbox One, però és més potent en maquinari.
- Xbox Scarlett: És la quarta generació de la línia Xbox prevista per 2019-2020. Tindrà Windows Core OS i un nou aspecte millorat. Aquesta consola assegura ser més potent que la Xbox One X i potser tindria suport de realitat virtual, realitat mixta i retrocompatibilitat amb els jocs de la Xbox original, Xbox 360 i Xbox One.
- Xbox Stream: És una versió de Xbox Scarlett més barata i és una consola de streaming, la primera de la família Xbox. A més, no tindria espai per a inserir discos, ja que els jocs es comprarien mitjançant streaming.

### Microsoft Zune
Microsoft Zune va ser una línia de productes digitals de mitjans, com música o vídeo. Va incloure una línia de reproductors de música portàtils i un programari per a ordinadors, a més del Zune Music Pass (ara Groove Music Pass), streaming de música i vídeo per a la Xbox 360 i dock per connectar els dispositius a una pantalla gran. Zune també va proveir streaming de música per a avions de United Airlines des de la seva aliança en 2010.

#### Dispositius
Tots els reproductors venen amb Zune US. Els dispositius venen en diferents generacions, que cada dispositiu millora depenent de la versió del seu sistema operatiu inclòs. Els dispositius són els següents:
- Zune 30: Aquesta va ser la primera generació de reproductors. Amb Zune US 1.0, porta les funcions bàsiques com a música o vídeo. Va ser llançat el 14 de novembre del 2006.
- Zune 4, 8 i 80: Aquests tres dispositius són part de la segona generació. Va ser llançat el 13 de novembre del 2007.
- Zune 16 i 120: Aquests dos reproductors van ser llançats el 16 de setembre del 2008.
- Zune HD (16 i 32): Aquesta és la penúltima generació de reproductors Zune i inclou suport tàctil amb Zune US 4, una versió del sistema millorat amb Metro UI totalment integrat al sistema. Va ser llançat el 15 de setembre del 2009.
- Zune HD (64): Aquesta és l'última generació de reproductors Zune i inclou Zune US 4.8, l'última versió del sistema. Va ser llançat el 12 d'abril del 2010.

### Altres productes
Microsoft ha creat, dissenyat i venut més productes, a més de les línies de maquinari principals. Alguns dels productes menys comuns són els següents:
- Les joguines ActiMates.
- Els altaveus Digital Sound System 80.
- Els productes de xarxa Microsoft Broadband Networking.
- Els telèfons Microsoft Cordless Phone System.
- Els lectors biomètrics Microsoft Fingerprint Reader.
- Els teclats de Microsoft Keyboard.
- Les càmeres web Microsoft LifeCam.
- Els audiòfons i micròfons Microsoft LifeChat.
- Els sistemes telefònics empresarials Microsoft Response Point.
- Els serveis de videoconferència Microsoft RoundTable.
- Els controladors de joc Microsoft SideWinder.
- Els adaptadors de Microsoft Wireless Display.
- Els controladors de joc de Xbox Game Controllers.